# Phanaeus adonis
Phanaeus adonis là một loài bọ cánh cứng trong họ Bọ hung (Scarabaeidae).